# SS Paris (1916)
O SS Paris foi um navio de passageiros francês operado pela Compagnie Générale Transatlantique e construído pela Chantiers de Penhoët em Saint-Nazaire. Sua construção começou em 1913, porém foi paralisada no ano seguinte por causa do começo da Primeira Guerra Mundial. Seu casco permaneceu em sua rampa de lançamento até setembro de 1916, quando foi lançado às pressas para abrir espaço para a construção de outros navios. As obras no Paris só foram retomadas em 1919 e realizou sua viagem inaugural em junho de 1921, sendo o maior navio transatlântico francês da época.
A embarcação foi pensada para continuar a filosofia de velocidade e luxuosidade empresada originalmente no SS France. Os interiores do Paris foram considerados os mais luxuosos de sua época, com suas decorações incluindo diversos estilos artísticos. Seus primeiros anos de serviço foram prósperos, porém mudanças nas leis de imigração nos Estados Unidos no final da década de 1920 começaram a reduzir seus lucros. Ele pegou fogo em 20 de agosto de 1929 e boa parte das áreas dos passageiros foram destruídas. O Paris passou quase um ano sendo restaurado e reformado.
A chegada do seus companheiros SS Île de France em 1927 e SS Normandie em 1935 diminuíram muito a popularidade do Paris, porém ele ainda era considerado novo para ser vendido ou desmontado. Entretanto, o navio pegou fogo novamente em 18 de abril de 1939 enquanto estava atracado no porto de Le Havre, com a água despejada pelos bombeiros fazendo com que emborcasse. O começo da Segunda Guerra Mundial alguns meses depois impediu que seus destroços fossem removidos, com eles permanecendo no local por todo o conflito até serem finalmente desmontados em 1947.